# Сен-Жерменский дворец

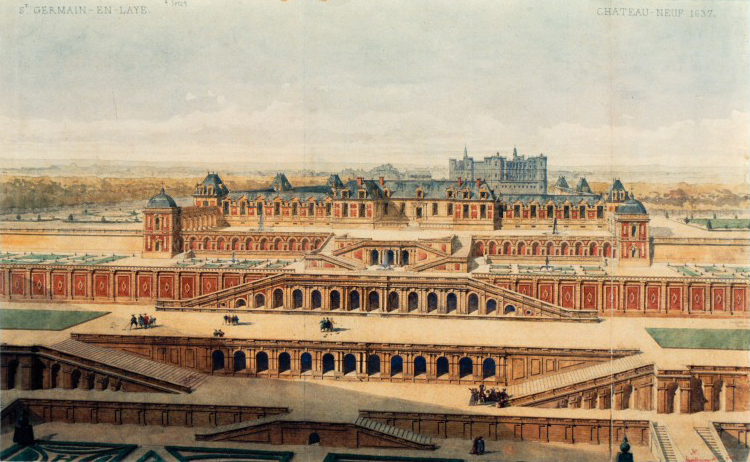
Часть Дворцового комплекса Сан-Жермена-ен-Ле, дворец Шато-Нёф (Новый дворец) 1637 г.

Сен-Жерменский дворец (Château de Saint-Germain-en-Laye) — бывшая королевская резиденция в парижском предместье Сен-Жермен-ан-Ле, в виду берегов Сены, ныне музей национальной археологии Франции.
Ещё в 1122 году Людовик VI построил на месте ныне существующего здания замок Гран-Шатле, разрушенный Эдуардом Чёрным Принцем в 1346 году. От него сохранилась Святая Капелла, возведённая Пьером де Монтрёй для Людовика IX, — архитектурный прообраз одноимённого сооружения в Париже. Эта новаторская (с использованием металлоконструкций) постройка содержала бесценные христианские реликвии, включая терновый венец, проданный французскому королю императором Балдуином II в 1239 году.
Карл V возобновил разрушенный замок на старом месте, а Франциск I полностью перестроил его. Мастер французского ренессанса Филибер Делорм возвёл для Генриха II напротив этого старого замка резиденцию в новейшем итальянском вкусе по образу и подобию виллы Ланте. Изюминкой этого дворца был регулярный сад, один из первых во Франции. Людовик XIII перевёл в Сен-Жермен-ан-Ле свой двор; здесь же у него родился долгожданный наследник — Людовик XIV.
«Король-солнце» недолюбливал дворец своего отца и предпочитал проводить время в старом замке, а потом и вовсе уехал в Версаль. Тем не менее в его правление оба здания и сады были обновлены и реконструированы при участии Луи Лево и Андре Ленотра. В 1688 году Сен-Жермен-ан-Ле стал резиденцией изгнанного из Англии короля Якова II Стюарта, который здесь умер и похоронен. На протяжении всего XVIII века дворец оставался очагом якобитского движения, хотя глава Стюартов после Утрехтского мира перебрался из Франции в Рим.
Последние годы «старого режима» ознаменовались упадком Сен-Жерменской резиденции. Людовик XVI презентовал «новый» дворец Генриха II своему брату графу Артуа, который вместо восстановления практически полностью снёс Шато-Нёф (Новый дворец) и распродал земельные угодья (из за площади дворца и его содержания). Уцелело только крыло Генриха IV. Что до «старого» дворца-замка, Наполеон разместил в его пустующих залах кавалерийскую школу, а его племянник Наполеон III поручил одному из учеников Виолле-ле-Дюка осуществить масштабную реконструкцию. По завершении работ здание было передано в 1867 г. создаваемому музею археологии.